# Poecilosomella pictitarsis
Poecilosomella pictitarsis är en tvåvingeart som först beskrevs av Richards 1938.  Poecilosomella pictitarsis ingår i släktet Poecilosomella och familjen hoppflugor.
Artens utbredningsområde är Kenya. Inga underarter finns listade i Catalogue of Life.